# Aquila Suite - 12 Arpeggio Concert Etudes for Solo Piano
Aquila Suite – 12 Arpeggio Concert Etudes for Solo Piano е музикален етюд на Ули Джон Рот за соло пиано или две пиана. Нписан е през лятото на 1991 г., а записите са осъществени в Sky Studio Seaford по-късно същата година. Въпреки това обаче албумът излиза през 1998 г. Произведението е изпълнено на пиано Курзвейл. Албумът Рот посвещава на Ференц Лист.